# Tân Lập 2
Tân Lập 2 là một xã thuộc huyện Tân Phước, tỉnh Tiền Giang, Việt Nam.

## Địa lý
Xã Tân Lập 2 có vị trí địa lý:
- Phía đông giáp xã Hưng Thạnh và xã Tân Hoà Thành
- Phía tây giáp xã Phước Lập
- Phía nam giáp xã Tân Lập 1
- Phía bắc giáp thị trấn Mỹ Phước và xã Hưng Thạnh.

Xã Tân Lập 2 có 16,48 km² (1,647.54 hécta) diện tích tự nhiên và dân số năm 2013 là 2.278 người.

## Hành chính
Xã Tân Lập 2 được chia thành 4 ấp: Tân Bình, Tân Hòa, Tân Phong, Tân Vinh.

## Lịch sử
Nghị định 68-CP ngày 11 tháng 7 năm 1994 về việc thành lập xã Tân Lập 2 thuộc huyện Tân Phước thuộc tỉnh Tiền Giang.